# Edward Maene

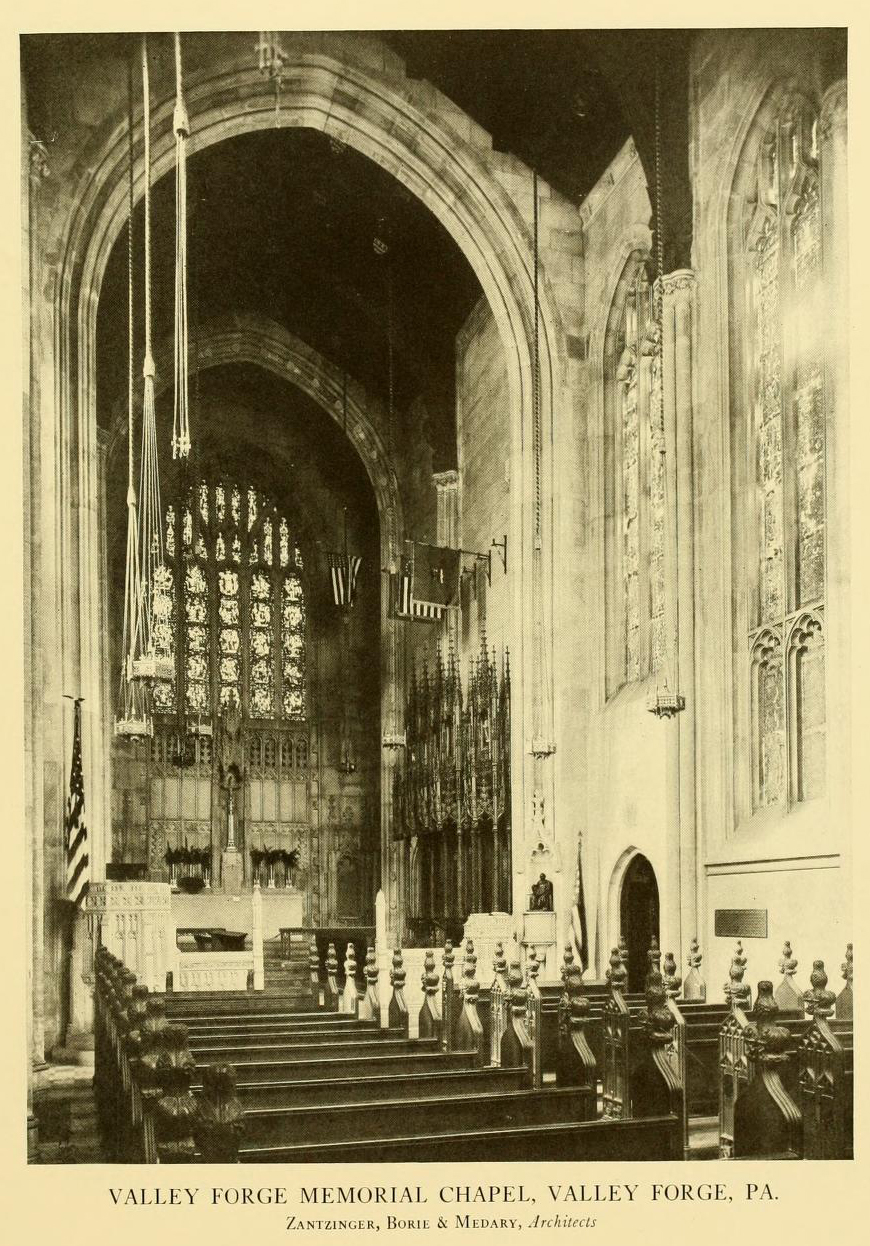
Capilla conmemorativa de Washington, Valley Forge, PA

Edward Maene (21 de abril de 1852, Brujas, Bélgica – 4 de diciembre de 1931, Filadelfia, Pensilvania) fue un escultor, tallador de madera y ebanista belga-estadounidense. Afincado en Filadelfia (Pensilvania) llevó a cabo diseños de arquitectos como: Wilson Eyre, Willis G. Hale, Cope y Stewardson, Will Price, Horace Wells Sellers y Milton B. Medary. Entre sus obras más destacadas se encuentra la sillería del coro y el retablo para la Capilla Conmemorativa de Washington en Valley Forge, Pensilvania, que han sido descritos como "los mejores ejemplos de madera tallada a mano en este país".

## Carrera profesional
Maene aprendió el oficio de tallado en piedra y madera en Bélgica, sin embargo, realizó sus estudios en París. Emigró a los Estados Unidos en 1881 y se instaló en Filadelfia en 1883. Hay indicios de que trabajó como tallador para Daniel Pabst, el principal fabricante de muebles a medida de Filadelfia a finales del siglo XIX.
Abrió su propio taller en el actual 239 South Lawrence Court, a media manzana al este del taller de Pabst, en el 269 South 5th Street. En menos de una década su taller llegó a emplear de veinte a veinticinco ayudantes. Sus sobrinos John, Víctor, Louis y Armand Maene fueron aprendices en su tienda. John J. Maene (1863 – 1928) fue contratado por el arquitecto y diseñador Will Price como capataz de la tienda de muebles de Rose Valley.

### Wilson Eyre

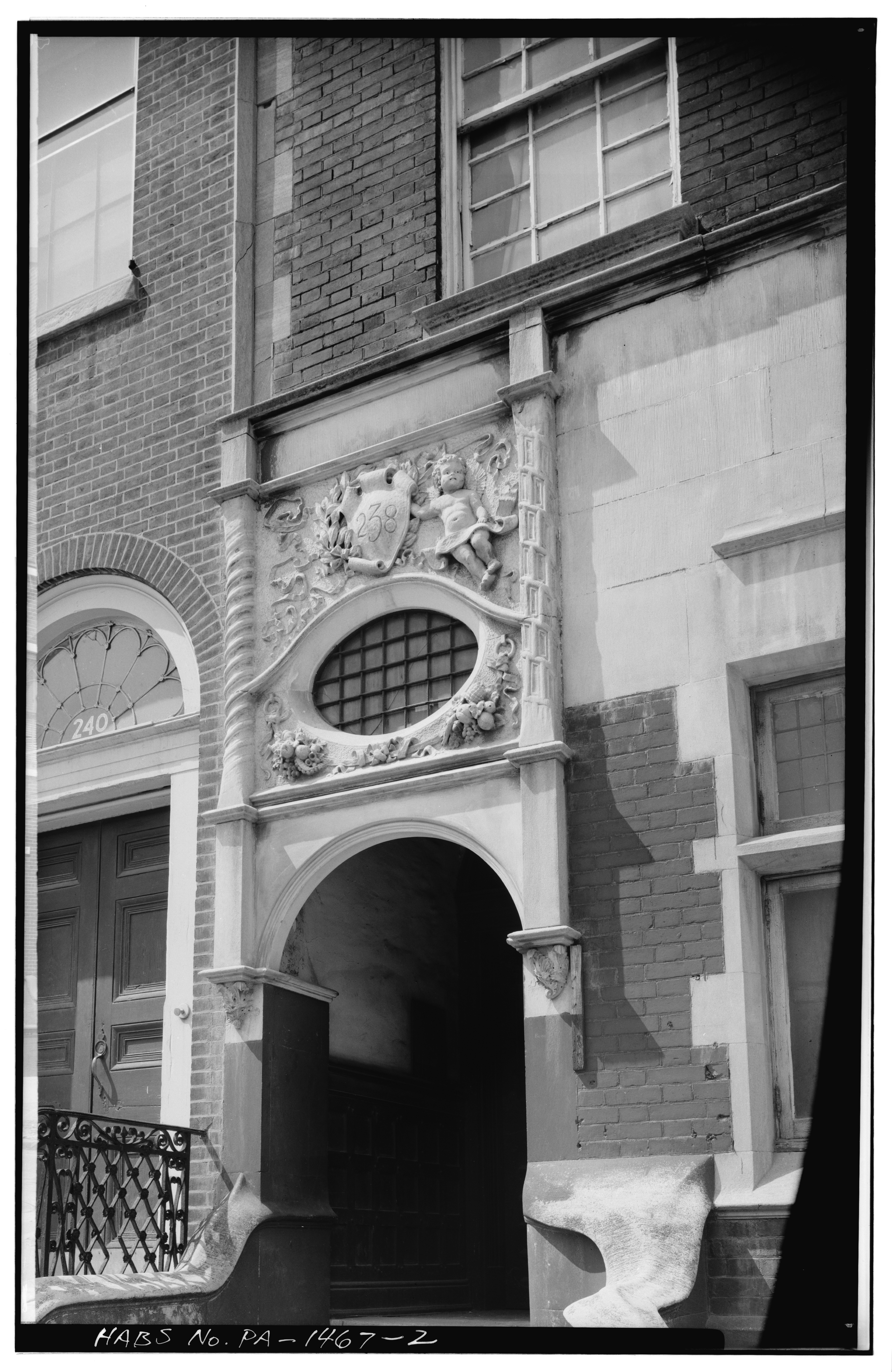
Casa Rowley-Pullman (modificada en 1886, demolida en 1963).

Maene ejecutó diseños del arquitecto Wilson Eyre, trabajando en proyectos locales como la Casa y Oficina del Dr. Henry Genet Taylor (1884), en Camden, Nueva Jersey; una nueva fachada e interiores coloniales holandeses para la Casa Rowley-Pullman (modificada en 1886, demolida en 1963), en 238 S. 3rd Street, Filadelfia; el edificio William H. Walmsley en 1022 Walnut Street, Filadelfia (1887, demolido); y el University Club en 1316 Walnut Street (modificado en 1887). Charles Grafly, de 24 años, trabajó con Maene en la Casa Rowley-Pullman. El friso de Maene para el vestíbulo del edificio Walmsley se expuso junto con la enjuta de Grafly para una puerta de la casa Rowley-Pullman en la 58ª exposición anual de la Academia de Bellas Artes de Pensilvania, en 1887. : 62 
Para la Casa Charles Lang Freer (1892), en Detroit, Míchigan, Maene modeló en arcilla los candelabros de forma libre de Eyre con vides colgantes, el caprichoso marco del timbre de la puerta principal y otros detalles, todos ellos fundidos posteriormente en bronce.
La tienda de Maene esculpió la mampostería exterior para el edificio City Trust de Eyre (1888, demolido c.1923), en 927-29 Chestnut Street, Filadelfia; y trabajó en la Capilla Conmemorativa Newcomb de Eyre (1894–95, demolida en 1954), en el Newcomb College en Nueva Orleans, Luisiana.

### Willis G. Hale

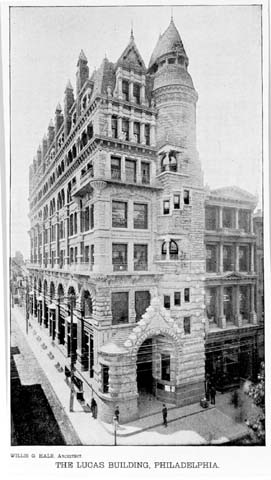
Edificio Hale (Lucas) (1887).

El taller de Maene talló la piedra exterior de uno de los edificios más conocidos de Filadelfia: el edificio Hale del arquitecto Willis G. Hale (1887), en la esquina suroeste de las calles Chestnut y Juniper. Un edificio de oficinas de 7 plantas - conocido posteriormente como Edificio Lucas, Edificio del Banco Nacional de Keystone, y por otros nombres - parecía exprimir todo el valor del ornamento de un castillo gótico en un estrecho terreno de la ciudad. El crítico Montgomery Schuyler, escribiendo en la revista Architectural Record, lo calificó como una "aberración arquitectónica": "Absurdo... irracional, incongruente y ridículo", una de "las monstruosidades de Chestnut Street". Quizás el rascacielos de aspecto más extraño del siglo XIX, ahora es admirado por muchos por su peculiaridad. Aunque el primer piso de la fachada de Chestnut Street se ha modificado repetidamente, gran parte del resto de su exterior permanece intacto.
Hale diseñó y el taller de Maene esculpió la mampostería exterior para la casa de la ciudad de Peter A. B. Widener (1887–88), en la esquina noroeste de Broad Street y Girard Avenue, Filadelfia. Los Widener la ocuparon durante apenas una década. El arquitecto Horace Trumbauer pronto les diseñó un palacio neoclásico, Lynnewood Hall (1897-1900), en las afueras de la ciudad. En 1900, la casa de la ciudad se convirtió en la sucursal Widener de la Biblioteca Libre de Filadelfia. Fue destruida por un incendio en 1980.

### Frank Miles Day
Frank Miles Day ganó el concurso de arquitectura de 1888 para diseñar el Club de Arte de Filadelfia, en el 220 de South Broad Street. Terminado en 1889, Maene ejecutó su talla interior en madera:

Se ha hecho un uso notablemente efectivo del pino blanco en muchas de las repisas de la chimenea en toda la casa. En la cafetería y otros apartamentos, esta madera ordinaria ha sido tratada y acabada de tal manera que tiene todos los efectos elegantes de las vetas más ricas y raras de los bosques tropicales y, además, las tallas genuinamente artísticas dan un aire de la mayor elegancia. Las tallas de las repisas de caoba del comedor son particularmente finas. Para su talla de madera el club ha tenido la suerte de contar con los servicios de Edward Maene.

El edificio fue demolido en 1976.

### Cope y Stewardson

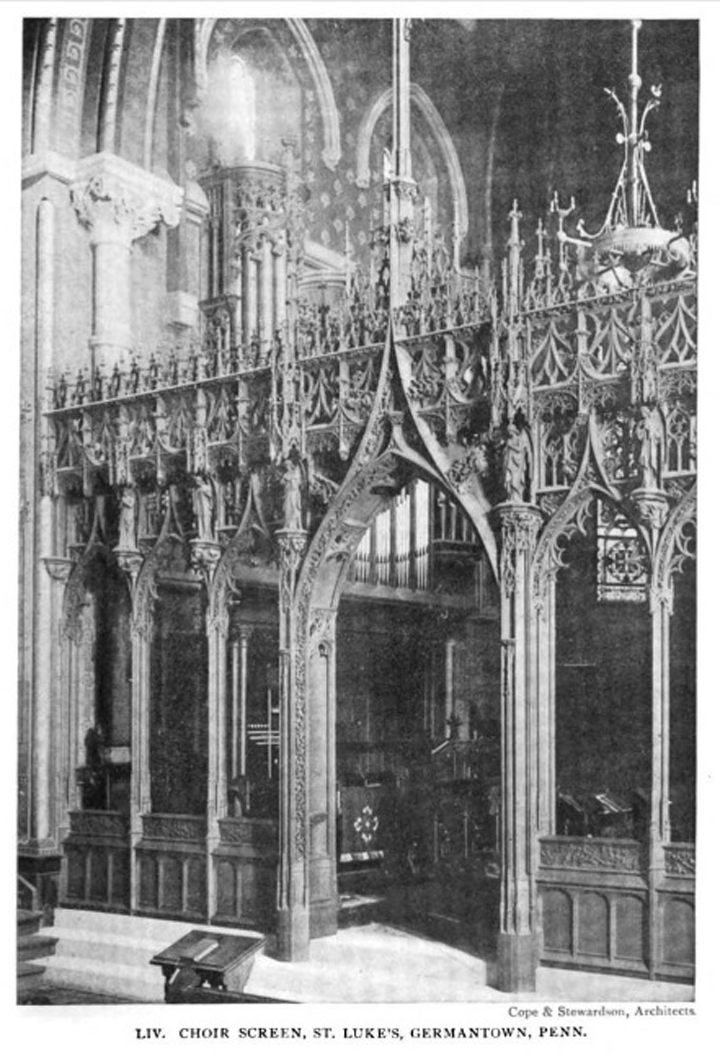
Reja del coro, Iglesia Episcopal de San Lucas, Germantown, Filadelfia.

Cope y Stewardson diseñaron, y Maene esculpió, la rejería (1894) para la Iglesia Episcopal de San Lucas, en la zona de Germantown de Filadelfia. El arquitecto y autor Ralph Adams Cram lo describió más tarde como "una de las mejores piezas de talla de madera eclesiástica en Estados Unidos".
Charles Custis Harrison se convirtió en el rector de la Universidad de Pensilvania en 1894 e inmediatamente destituyó a Frank Furness como arquitecto oficioso del campus, sustituyéndolo por la joven firma Cope and Stewardson. Comenzando con los Dormitorios Quadrangle, Harrison y sus arquitectos rehicieron el campus en un estilo gótico colegial neojacobeo exuberante. El taller de Maene proporcionó un tallado arquitectónico experto para los exteriores de los nuevos edificios, incluidos 69 grotescos (protuberancias) para los Quadrangle. Estas caricaturas de personas y animales fueron talladas in situ — los bloques de piedra caliza en blanco se habían fijado con mortero por encima del segundo piso, y su equipo se subió a un andamio para tallarlos:

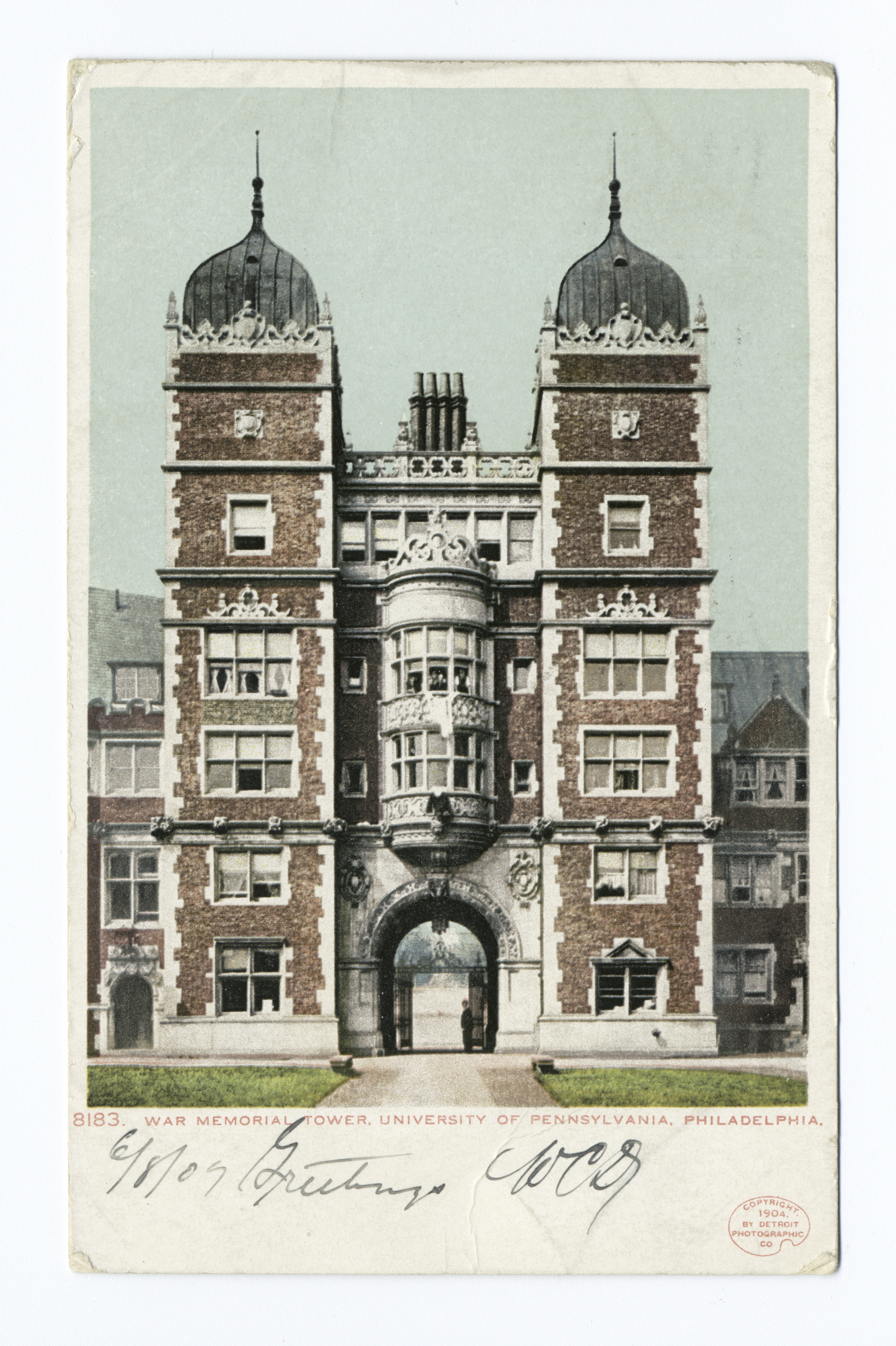
Torre del Monumento a la Guerra (1901), Dormitorios Quadrangle.

Tomemos, por ejemplo, un patrón de un hombre que sostiene una jarra de cerveza. El arquitecto hace un boceto a carboncillo de la figura y lo envía al escultor. El escultor lo modela en arcilla. Hace, en arcilla, un patrón del mismo tamaño y del mismo relieve que el jefe de piedra real del edificio de la residencia. Por supuesto, el boceto a carboncillo no es muy útil. El escultor debe utilizar su cerebro en su trabajo. No se trata de un trabajo mecánico, sino de un verdadero trabajo creativo, el de hacer un modelo a partir de un boceto. Una vez terminado el modelo y aprobado por el arquitecto, se envía a la Universidad, y el escultor lo coloca a su lado y se pone a trabajar en la piedra. Mide aquí y allá, hace muescas aquí y allá, y luego procede a copiar su modelo. Tarda tres o cuatro días en terminar uno de los patrones de catorce pulgadas. El trabajo debe realizarse con cuidado, delicadeza y tacto. Sólo los talladores más hábiles están capacitados para realizar estos trabajos.
El equipo de Maene para los grotescos del Quadrangle estaba compuesto por Henry F. Plasschaert (de la Escuela de Arte Industrial de Filadelfia), quien modeló las figuras en arcilla; William John Kaufmann y August Zeller (antiguo alumno de Thomas Eakins), quienes esculpieron la mayoría de los grotescos; y Edmund T. Wright, quien supervisó el tallado y añadió los toques finales.
Cope y Stewardson también contrataron a Maene para tallar el adorno exterior de la Facultad de Derecho de la Universidad de Pensilvania (1900), y para la Torre del Monumento a la Guerra de Quadrangle (1901) y la Torre de Provost (1911).

### Will Price

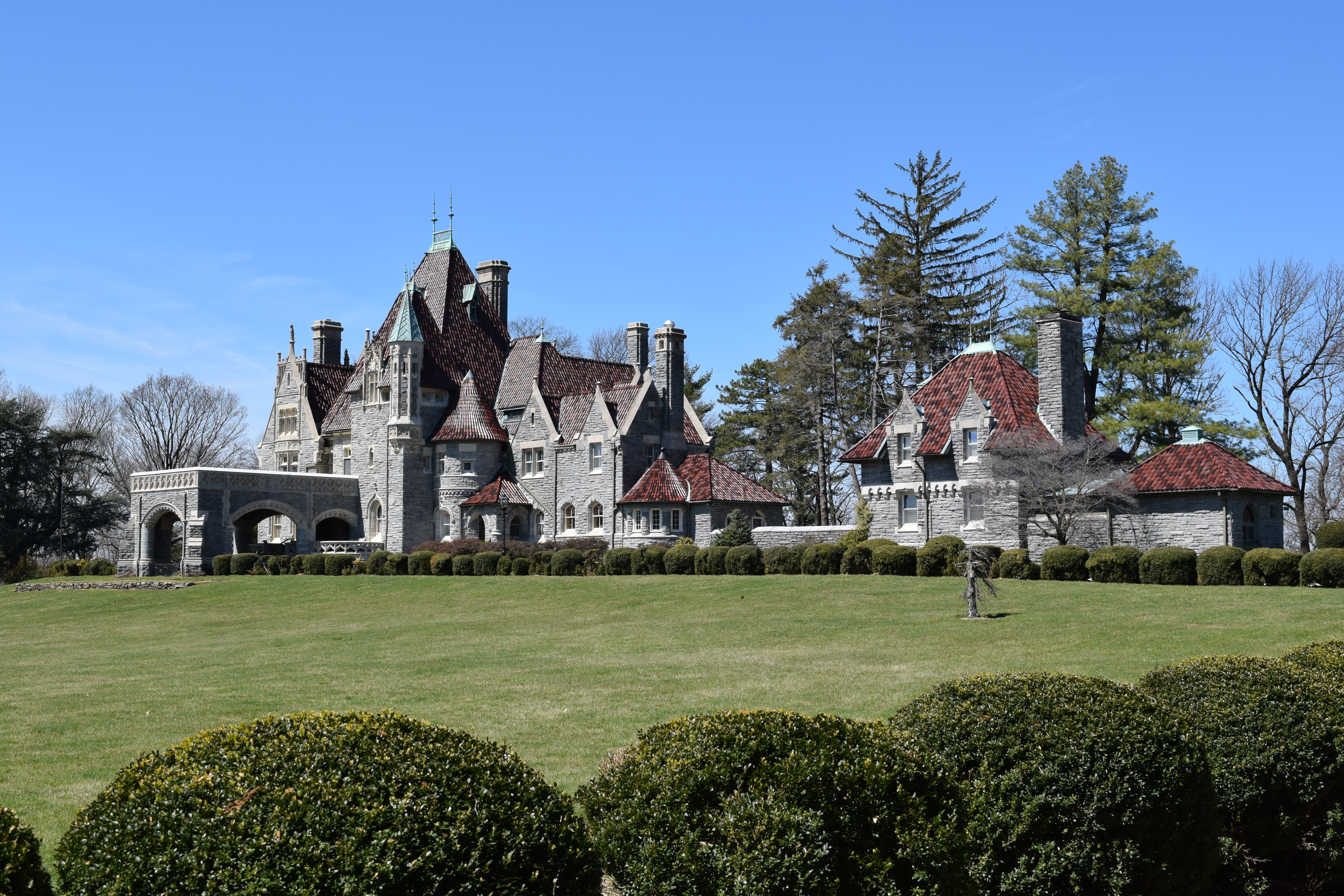
"Woodmont" en 2017

El arquitecto William Lightfoot Price diseñó "Woodmont" (1891-1894), para el congresista Alan Wood, Jr. La mansión estilo castillo dominaba el río Schuylkill y las acerías Alan Wood Steel en Conshohocken, Pensilvania. Maene y su establecimiento tallaron su escultura arquitectónica exterior e interior. La edición de junio de 1894 de The Architectural Review publicó fotografías del "Woodmont" recién terminado, y Maene colocó un anuncio promocionando su trabajo:
E. Maene, escultor.
 Talla Arquitectónica en Madera y Piedra. 312 South 4th Street y 309 Griscom Street, Filadelfia.
El trabajo tallado en piedra y madera que se ilustra en este número de "THE ARCHITECTURAL REVIEW", de la casa de Alan Wood, Jr. de Filadelfia, fue realizado en su totalidad por E. Maene.
Otros trabajos del mismo carácter han sido ejecutados a partir de los diseños de los Sres. W. L. Price, Wilson Eyre, Jr., Frank Miles Day & Bro., Cope & Stewardson, Willis G. Hale, Wilson Brothers & Co. y otros, incluyendo el Club Universitario, el Club de Arte de Filadelfia, la pantalla del techo de la Iglesia de San Lucas y muchas de las mejores residencias privadas de Filadelfia y sus alrededores.
Maene ejecutó trabajos de ebanistería y muebles para Price desde mediados de la década de 1890 hasta mediados de la década de 1910. En 1902, Price contrató al sobrino de Maene, John, para dirigir la tienda de muebles de Rose Valley, que fabricaba piezas diseñadas por el arquitecto. Ese mismo año, Price diseñó modificaciones importantes en el interior de la John S. Clarke House de Bryn Mawr, Pensilvania, aunque no está claro si fueron ejecutadas por Edward Maene, John J. Maene o ambos.

### Gabinete Shakespeare
William Welsh Harrison, heredero de una fortuna dedicada a la refinería de azúcar (y hermano del preboste de la Universidad de Pensilvania), encargó un elaborado armario de estilo gótico para albergar su First Folio de obras de Shakespeare. El encargo de 1903 se le dio al arquitecto Horace Trumbauer — quien había diseñado la residencia de Harrison, Gray Towers Castle (1893–97), en Glenside, Pensilvania — pero fue Will Price quien diseñó la ebanistería de roble tallada de la pieza. El mueble presentaba estatuillas de Shylock y Portia, personajes de El mercader de Venecia. La pieza no figuraba en los registros de la tienda de Rose Valley y probablemente se fabricó en el taller de Edward Maene.
Warren Powers Laird, director de la Escuela de Arquitectura de la Universidad de Pensilvania, describió el Harrison Shakespeare Folio Cabinet como "el mejor mueble jamás fabricado en este país". Se desconoce su paradero actual.

### Horace Wells Sellers

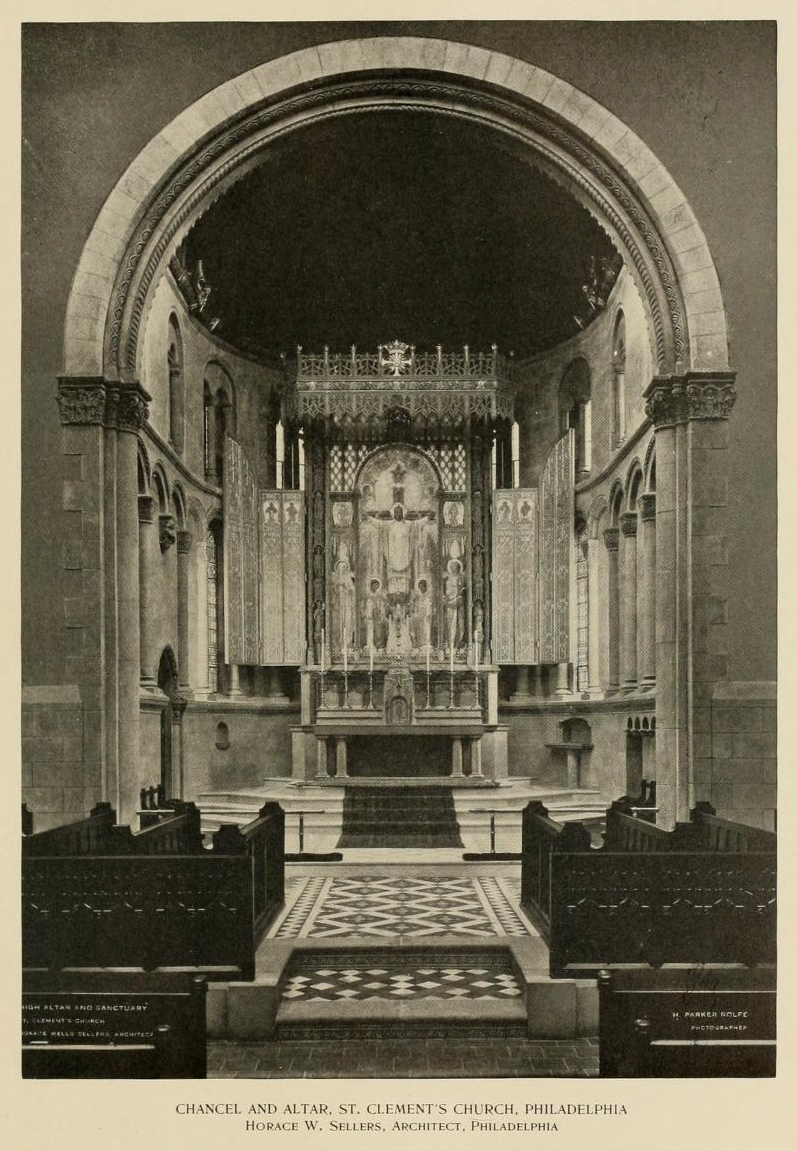
Altar y presbiterio (1908-09), Iglesia Episcopal de San Clemente.

El arquitecto Horace Wells Sellers y Maene colaboraron en múltiples proyectos para la Iglesia Episcopal de St. Clement, en las calles 20 y Cherry, Filadelfia. En 1908, Sellers aumentó la altura del ábside de la iglesia en unos 4,6 m, elevando el techo del cancel que se encuentra dentro. El taller de Maene talló un nuevo altar de arenisca inglesa roja, ocho estatuas de roble de santos y un baldaquino (dosel) en lo alto del altar. Sellers diseñó un gran retablo pintado con puertas plegables para la parte superior del altar, y Maene ejecutó la carpintería. El mural de 7 paneles del retablo, Cristo Reinando de la Cruz, fue pintado por el artista Frederick Wilson.
Sellers diseñó y Maene ejecutó la capilla de San Clemente, que se dedicó en 1915. El altar, el retablo y la bóveda de arista están tallados en arenisca roja inglesa. El frente del altar tiene tres nichos arqueados, cada uno con la figura de un ángel en relieve. El retablo tiene tres nichos con las estatuas de San José y Santa Isabel que flanquean una estatua central de la Virgen con el Niño.
La pila bautismal fue diseñada por Sellers, ejecutada por Maene y dedicada en 1917. El púlpito conmemorativo de Lea, basado en diseños de Sellers y ejecutado por Maene, fue dedicado en 1921. El dosel que lo cubre (tallado por Maene) se añadió varios años después. El Vía Crucis fue diseñado por Sellers, pero nunca fue ejecutado por Maene. Fue completado por Bruno Louis Zimm tras la muerte de Maene, y dedicadas en 1932.
Sellers modificó el coro de San Lucas, Germantown, 1924-29. Ejecutando los diseños de Sellers, Maene esculpió un nuevo conjunto de sillería del coro, que instaló detrás de la rejería que había tallado para Cope y Stewardson 30 años antes.

### Milton B. Medary Jr.

#### Capilla conmemorativa de Washington

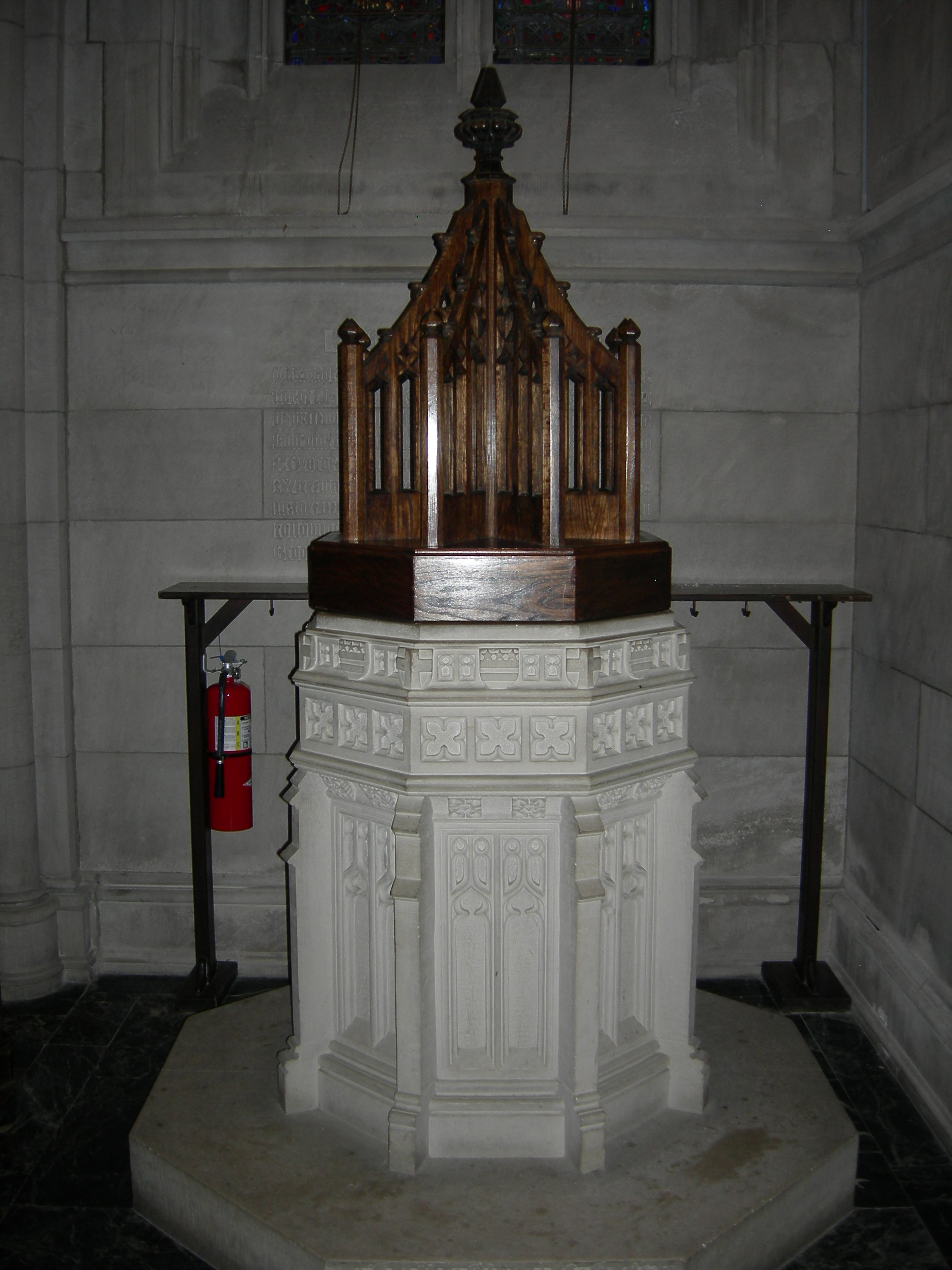
Pila bautismal (1907), Capilla conmemorativa de Washington

El arquitecto Milton Bennett Medary Jr. diseñó la Capilla Conmemorativa de Washington (1908-20), construida en el emplazamiento del campamento del Ejército Continental de 1777-78 en Valley Forge. Ejecutando los diseños de Medary, Maene creó y talló los bancos de roble, la sillería del coro, el retablo y otros muebles de la iglesia. La primera pieza tallada por Maene fue la pila bautismal de piedra caliza y roble. Las ornamentadas puertas de roble del edificio fueron realizadas por él en colaboración con el maestro metalúrgico Samuel Yellin. Nicola D'Ascenzo creó las vidrieras de la capilla.

#### Iglesia de San Marcos

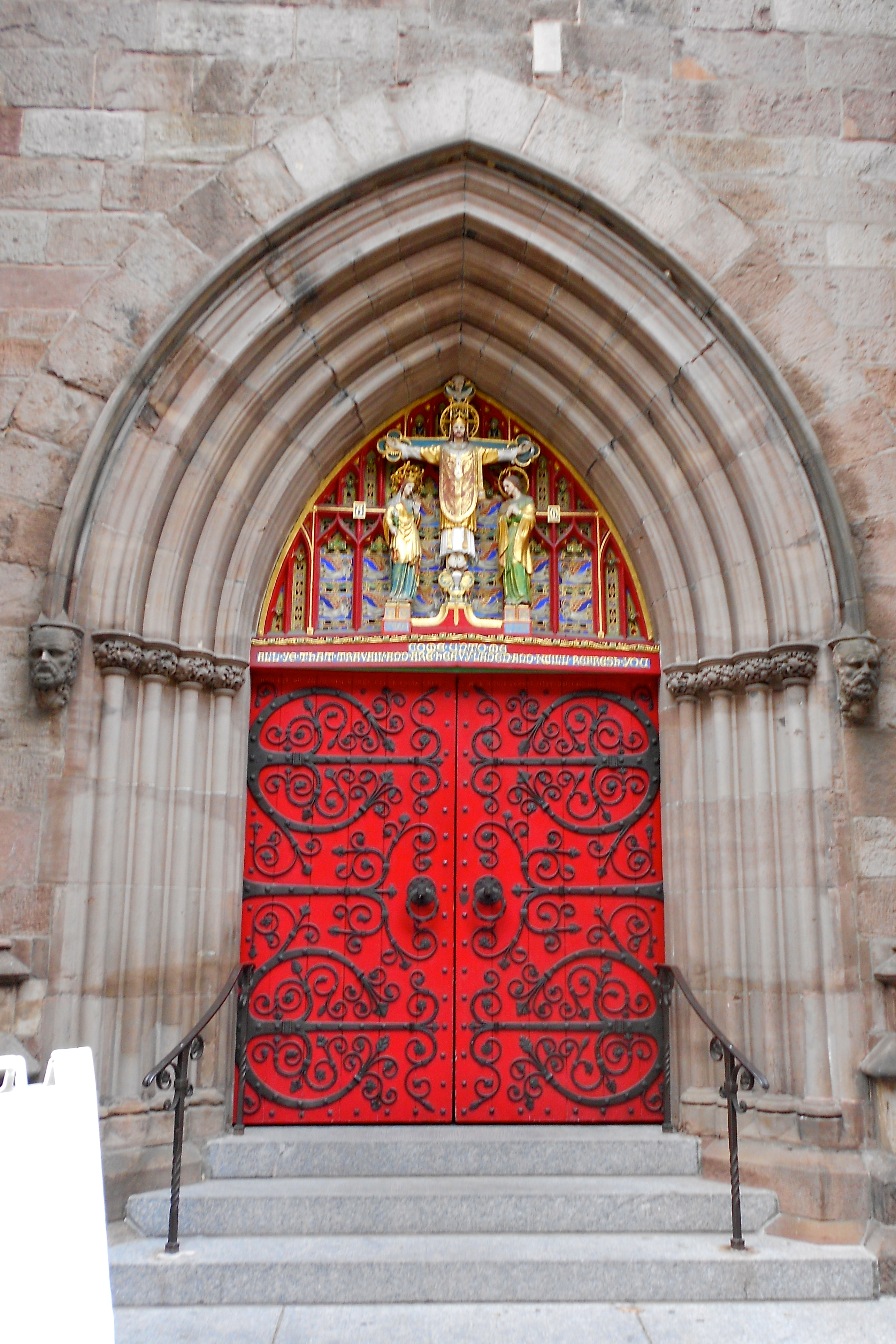
Fiske Portal (1922-23), Iglesia Episcopal de San Marcos.

Medary diseñó el Portal Fiske (1922-23), una nueva puerta para la Iglesia Episcopal de San Marcos, en el 1607-27 de la calle Locust de Filadelfia. Siguiendo los diseños de Medary, Maene creó las puertas y talló el retablo policromático "Cristo en Majestad" que hay sobre ellas; Yellin diseñó las bisagras y los herrajes de hierro, muy ornamentados; y Nicola D'Ascenzo instaló vidrieras entre las figuras del retablo, convirtiendo el tímpano en un travesaño. El proyecto fue celebrado (con condescendencia) como una armoniosa colaboración entre artistas inmigrantes: "el trabajo en hierro de Samuel Yellin, de Polonia; la talla en madera de Edouard Maene, de Bélgica; las vidrieras de Nicola D'Ascenzo, de Italia".
Medary también diseñó, y Maene también esculpió, el tímpano de la Crucifixión sobre la puerta trasera de la iglesia.

#### Capilla de San Andrés
Medary diseñó, y Maene creó y esculpió, muebles de iglesia para la Capilla de San Andrés (1926), de la Escuela de Teología de Filadelfia, en las calles 42 y Locust.
Solo se han colocado dos monumentos conmemorativos dentro de la estructura. Estos son un atril y un reclinatorio, o mesa de oración y banco, para ser utilizados por el sacerdote durante los servicios. Están talladas en madera y son obra de Ernest [sic]  Maene. El atril está cubierto con un intrincado diseño cuyos elementos sobresalientes son ángeles delicadamente tallados. Está dispuesto de tal manera que se puede girar y sostendrá una Biblia con la lección de la epístola en un lado y en el otro lado una segunda Biblia abierta en las lecciones del Evangelio. El mismo artista es responsable del escritorio, que, por sus diversos elementos arquitectónicos, es posiblemente una obra más elaborada. La mesa de oración está completamente tallada, y el motivo principal es un coro de arcángeles en oración. En la pared que forma la parte posterior del escritorio figura la leyenda del monumento.

### Otros encargos

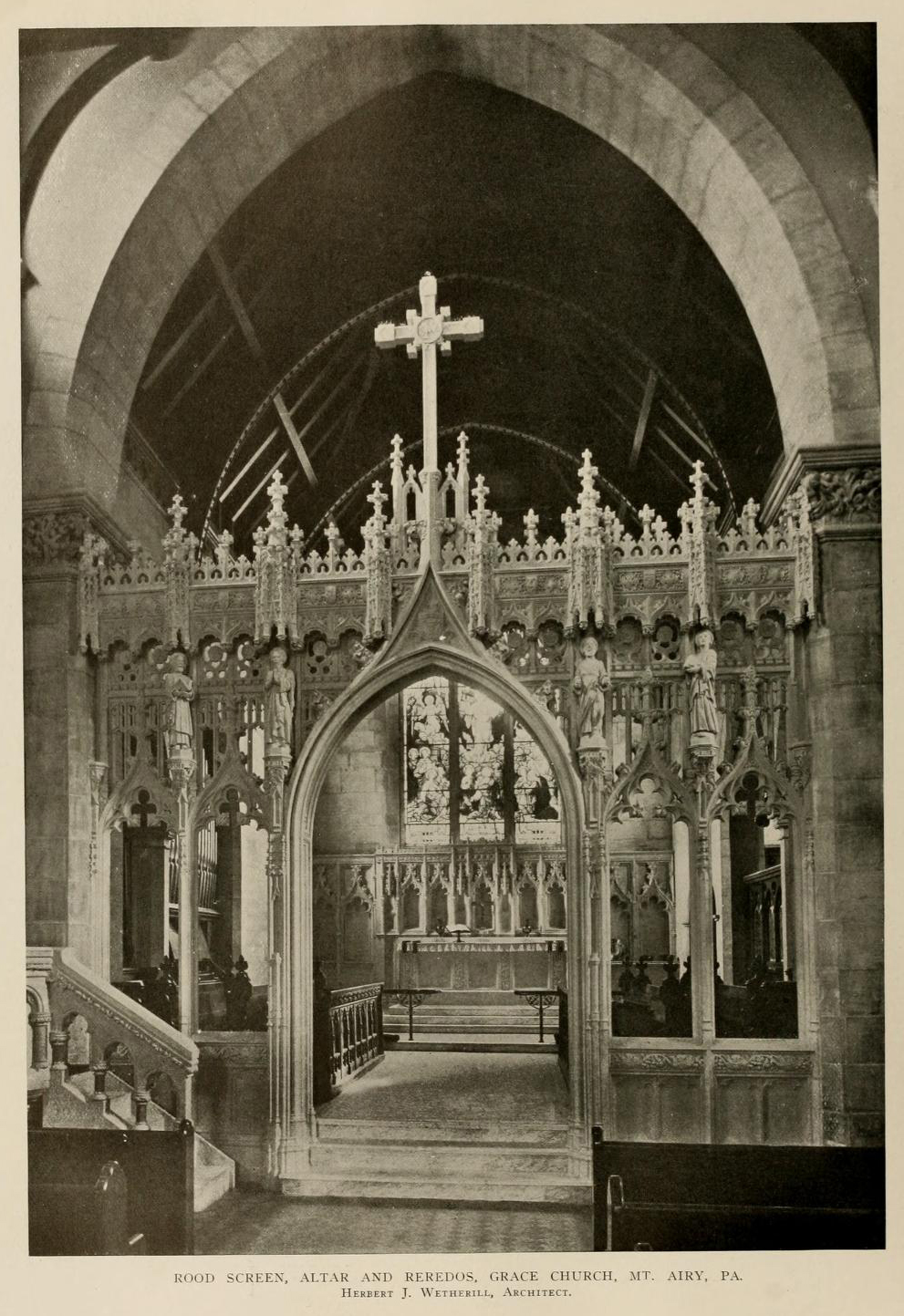
Iglesia Episcopal Grace (modificada entre 1908 y 1909), Mount Airy.

En un anuncio de 1897, Maene enumeró trabajos en otras iglesias de Filadelfia: La iglesia episcopal de San Pedro, en el 6000 de la avenida Wayne; la iglesia de la Nueva Jerusalén, en la calle 22 y Chestnut; la iglesia presbiteriana Patterson Memorial, en la calle 63 y Vine (hacia 1895, demolida); la iglesia presbiteriana de Princeton, en la calle 38 y la avenida Powelton (demolida); y una sinagoga de Filadelfia: Temple Keneseth Israel en la calle Broad y la avenida Columbia (1891, demolida).
Los arquitectos Milligan & Webber diseñaron la Iglesia Conmemorativa de la Santa Natividad (1898-99), en Rockledge, Pensilvania. Maene ejecutó su retablo, incluyendo un retablo en alto relieve de mármol blanco de La Última Cena (según Miguel Ángel) sobre el altar, tallado por August Zeller.
El arquitecto Edgar V. Seeler diseñó un nuevo edificio para The Evening Bulletin, en la esquina noreste de las calles Juniper y Filbert, Filadelfia, 1906-08. La talla de la fachada realizada por el estudio de Maene presentaba el logotipo del periódico: un globo terráqueo con alas, en alto relieve sobre la entrada principal.
Maene modeló un medallón con el retrato de Pauline Elizabeth Henry (1907), para la Iglesia Conmemorativa de San Lucas el Médico Amado en Bustleton, Filadelfia.
El arquitecto Herbert J. Wetherill alteró el interior de la Iglesia Episcopal Grace, en la sección Mount Airy de Filadelfia, 1908-1909. Ejecutando los diseños de Wetherill, Maene talló el altar de mármol blanco, el retablo y una rejería de 7 m de altura.
El arquitecto George T. Pearson diseñó un nuevo edificio para la Iglesia de St. Alban (1915), en la sección Olney del noreste de Filadelfia. John Barber ejecutó su carpintería gótica francesa, para la cual Maene hizo la talla de figuras. La rejería de roble presenta un gran Crucifijo, flanqueado por figuras separadas de María y San Juan, todas talladas por Maene. Sobre el altar, la pieza central del retablo es una escultura en alto relieve de "Cristo bendiciendo, vestido como sacerdote y rodeado de ángeles adoradores". Henry F. Plasschaert modeló este bajorrelieve de la Bendición en arcilla y Maene lo esculpió en mármol blanco.
La Iglesia Episcopal de San Pedro en Perth Amboy, Nueva Jersey, resultó gravemente dañada en la explosión del depósito de municiones de Morgan en 1918. Maene formó parte del equipo que restauró el interior de la iglesia.
La rejería del Given Memorial (1922), en la Iglesia Episcopal de St. Paul, Columbia, Pensilvania, fue "diseñado por Fowler, Seaman & Company, arquitectos eclesiásticos, y el trabajo realizado por E. Maene, italiano [sic] escultor de madera. … Toda la rejería está bellamente tallada y esculpida, y mide veintiún pies de alto y treinta pies de ancho".
La nota necrológica de Edward Maene publicada el 5 de diciembre de 1931 en The Philadelphia Inquirer menciona su trabajo en el Museo de Arqueología y Antropología de la Universidad de Pensilvania. El museo fue un encargo conjunto compartido por Wilson Eyre, Cope and Stewardson y Frank Miles Day, y se completó en secciones entre 1899 y 1929. A. Stirling Calder creó la escultura arquitectónica para el patio de entrada. La naturaleza del trabajo de Maene en el museo aún no se ha publicado.

## Negocios
Maene aparecía en un directorio comercial de 1892:
E. Maene, escultor, 239 de la calle Griscom, entre la Cuarta y la Quinta, Spruce y Pine. - La demanda de decoraciones en arquitectura en este país es cada vez mayor; y está bien representada en esta ciudad por el señor E. Maene, cuya oficina y trabajos están en el 239 de la calle Griscom, entre la Cuarta y la Quinta, Spruce y Pine. Este caballero nació en Bélgica, donde estudió por primera vez su profesión, que ha seguido durante los últimos veinticuatro años. Vino a este país hace diez años, llegando a Filadelfia dos años después, y hace siete años estableció su negocio aquí, teniendo un excelente éxito. Emplea de veinte a veinticinco ayudantes, ocupa un edificio de dos pisos de 100x40 pies de dimensiones, y ejecuta diseños para trabajos ornamentales y estatuarios de todo tipo. Ha realizado una gran cantidad de tallas para residencias y edificios públicos, incluyendo el Templo Judío, el Banco Keystone, el Banco de la calle Chestnut 927, etc. Su negocio se extiende por todo el país. Todos los productos del Sr. Maene llevan el sello de la excelencia artística y la huella de la mano del maestro. Hay que felicitar a la ciudad por la incorporación de sus industrias, que no existe dentro de sus límites ninguna institución más loable.
El T-Square Club, una asociación de arquitectos de Filadelfia, eligió a Maene como miembro honorario. Su anuncio en el catálogo del club de 1896-97 muestra que había trasladado su taller una media manzana, al sur de Pine Street:

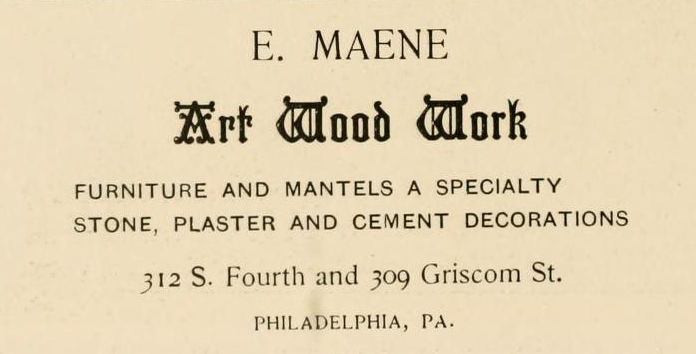

La lista en un directorio de 1900 muestra su negocio en las mismas direcciones (aunque Griscom St. había sido rebautizada como Lawrence St.) y su residencia en la sección Bustleton de Filadelfia.
La exposición de 1922 del T Square Club presentó obras de maestros artesanos de Filadelfia: Samuel Yellin (trabajo en hierro), Nicola D'Ascenzo (vidrieras), John H. Bass (escultura decorativa) y Edward Maene (muebles).

## Personal

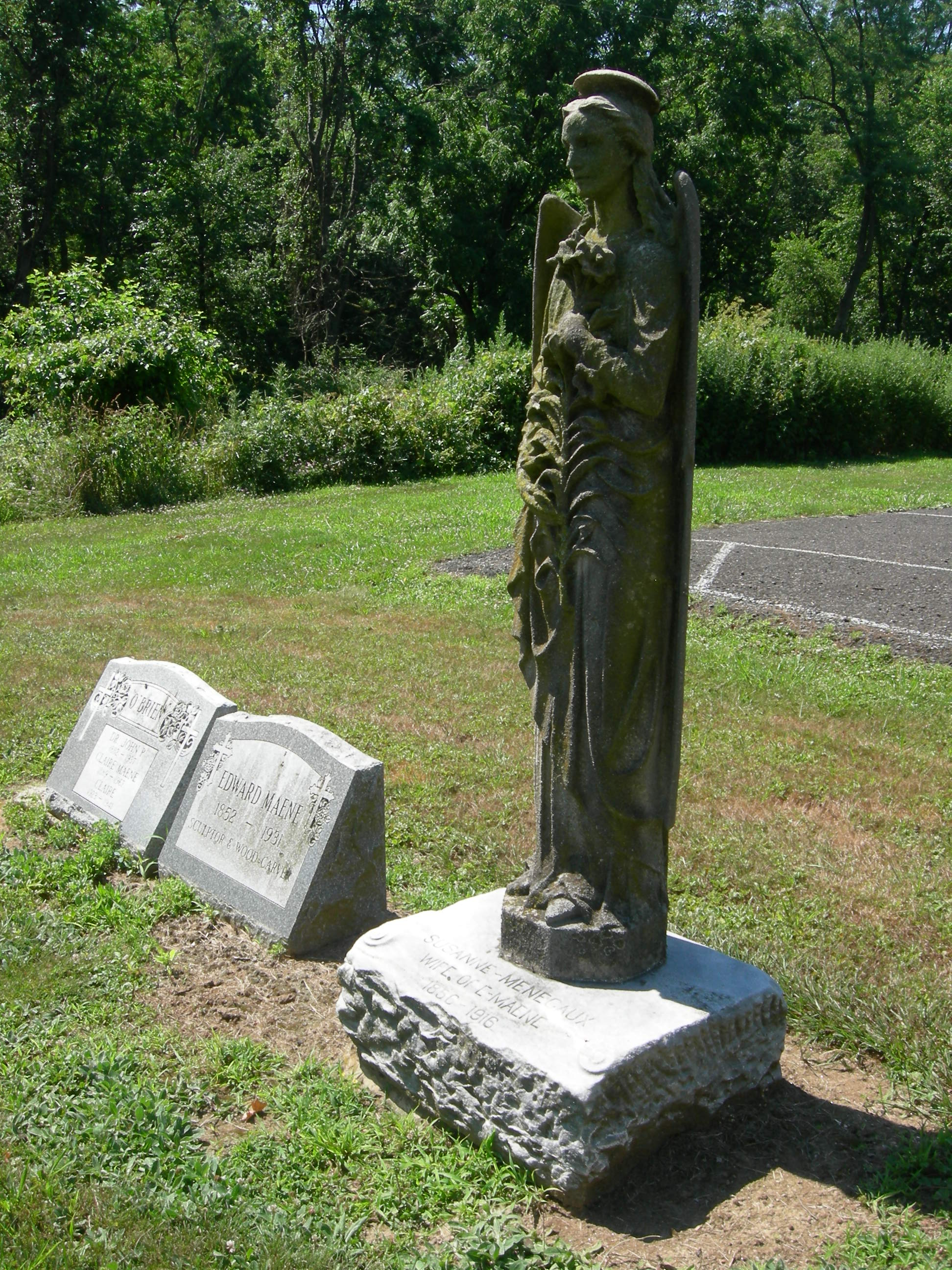
Tumba de la familia Maene

Maene se casó con Susanne Menegaux (1856-1916) en 1883, y tuvieron dos hijos, Claire (1887-1967) y Víctor (1892-1962).
Los sobrinos Víctor y Armand Maene trabajaban como talladores de madera en Wilmington, Delaware en 1893. El sobrino Louis A. Maene se convirtió en ceramista y maestro. Tras el cierre de la tienda de muebles de Rose Valley en 1906, el sobrino John J. Maene enseñó tallado en madera y modelado en arcilla en el Instituto Drexel.
En Bustleton, Filadelfia, se encontraba un aeropuerto utilizado para el correo aéreo. Su hijo Víctor A. Maene se convirtió en mecánico de aviones para el Servicio Postal de Estados Unidos. Su hija Claire Maene se casó con el Dr. John P. O'Brien, y sus descendientes siguen viviendo en la zona de Filadelfia.
EDWARD MAENE MUERE
 Escultor de muchos altares de iglesias y figuras de piedra, tenía 79 años Edward Maene, escultor de muchos altares de iglesias y figuras de piedra en esta ciudad, murió repentinamente de un ataque al corazón en su casa, 9626 de la calle Banes, Bustleton, anoche. Volvía de su estudio en el 206 de la calle South Hutchinson en aparente buen estado de salud, pero se desplomó después de cenar. Tenía 79 años.
El Sr. Maene, que nació en Bélgica y llegó a los Estados Unidos cuando tenía 28 años, era conocido por sus tallas en la capilla conmemorativa de Valley Forge, el Museo Universitario, los dormitorios de la Universidad de Pensilvania y un gran número de iglesias. Le sobreviven un hijo, Víctor, y una hija, la señora Claire N. O'Brien. Los servicios fúnebres se celebrarán el lunes en un moratorio en Bustleton Pike, Bustleton.
Maene y su esposa están enterrados en el cementerio de la Iglesia Bautista Pennepack, Bustleton, Filadelfia. Esculpió el ángel de piedra que sostiene un lirio que marca su tumba.

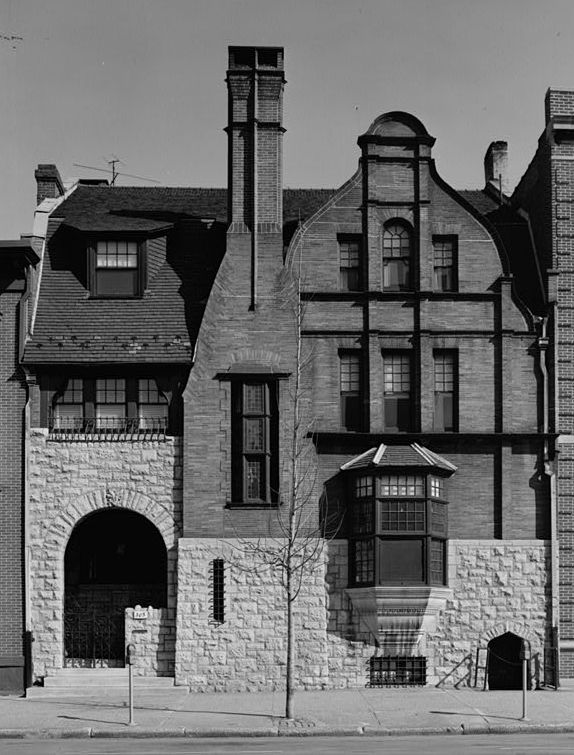
Casa y oficina del Dr. Henry Genet Taylor (1884), Camden, Nueva Jersey.
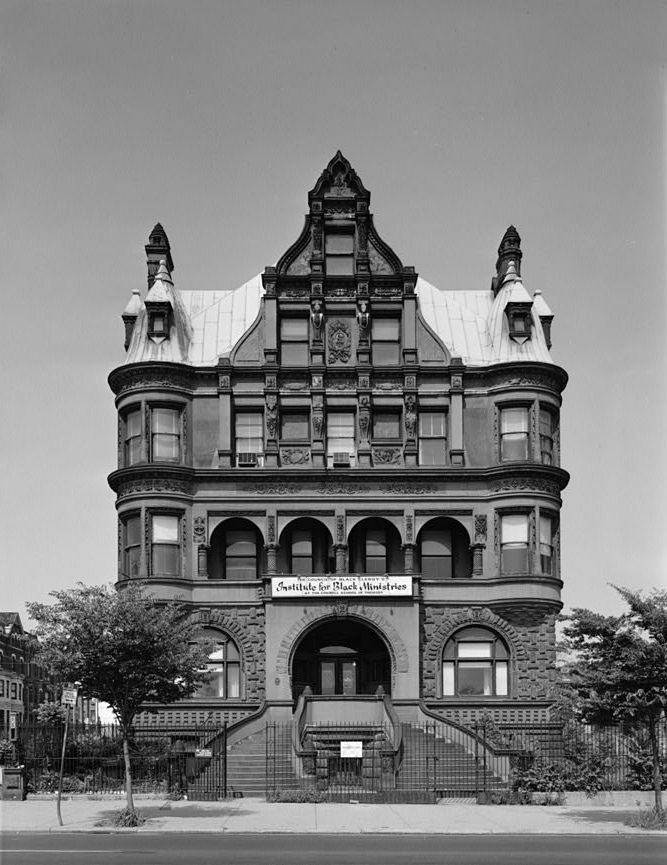
Mansión PAB Widener (1887–88, demolida en 1980), Filadelfia.
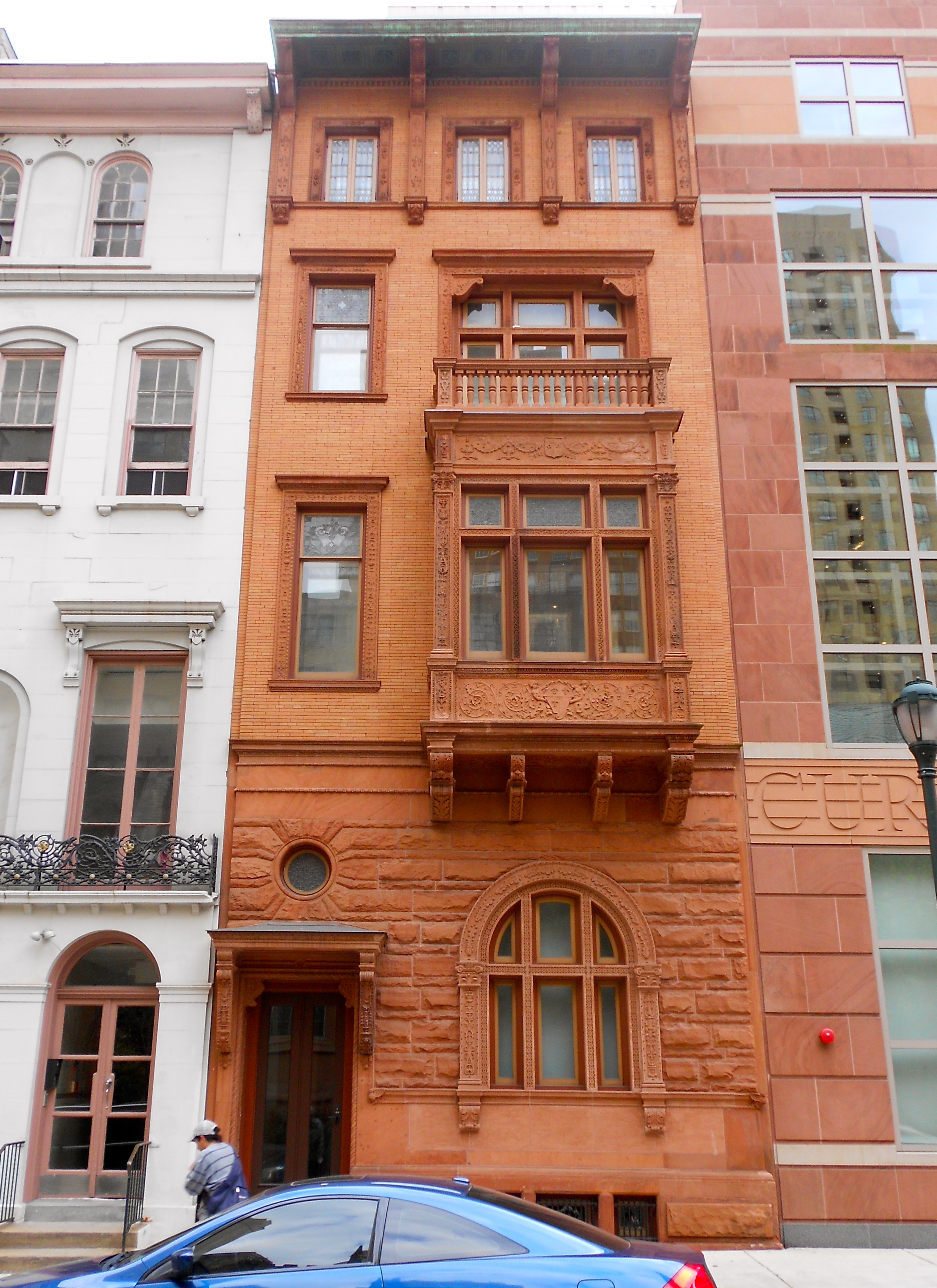
John Converse House (1897), 1610 Locust St., Filadelfia, mampostería exterior.
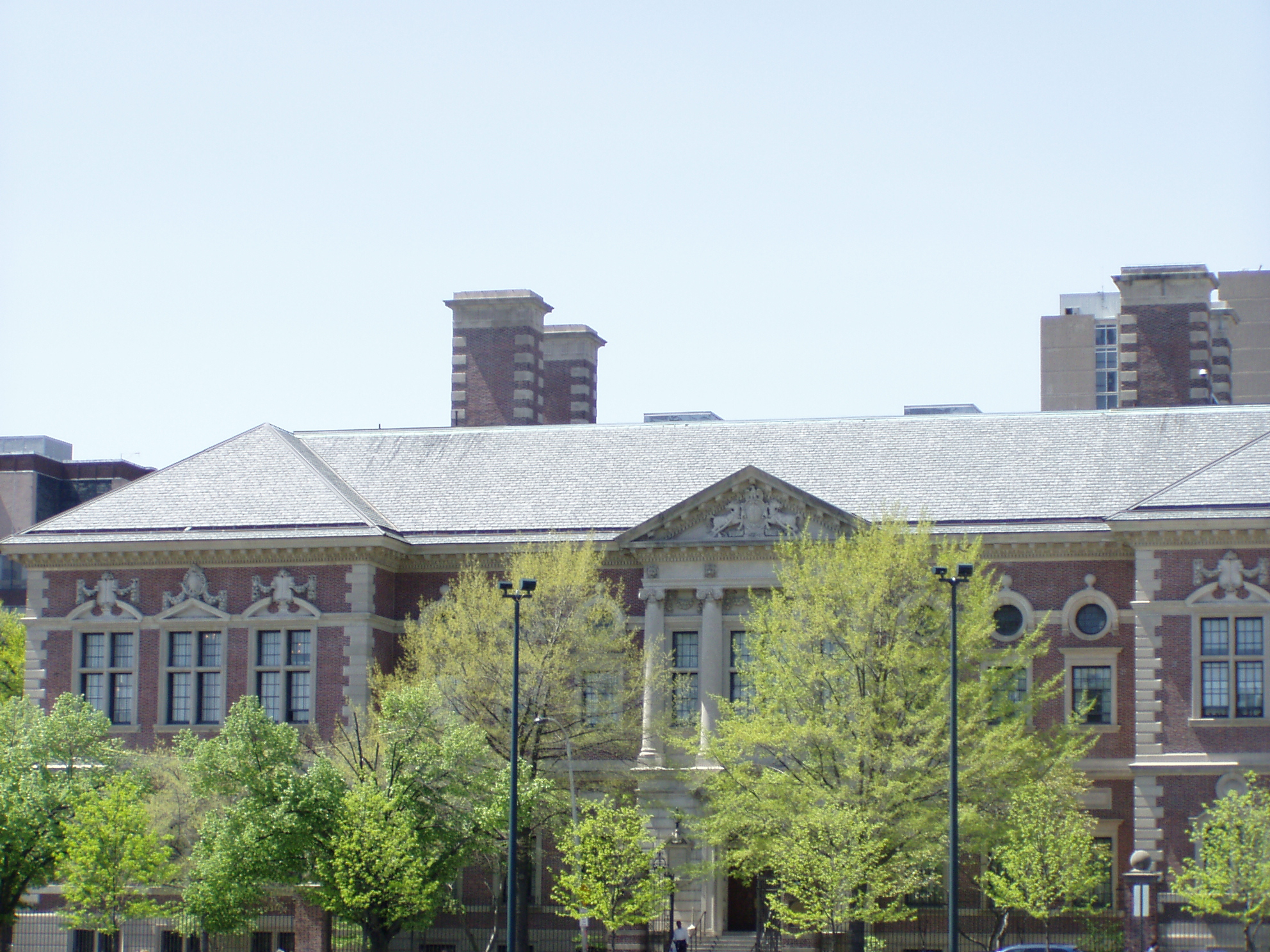
Facultad de Derecho de la Universidad de Pensilvania (1900), Filadelfia.
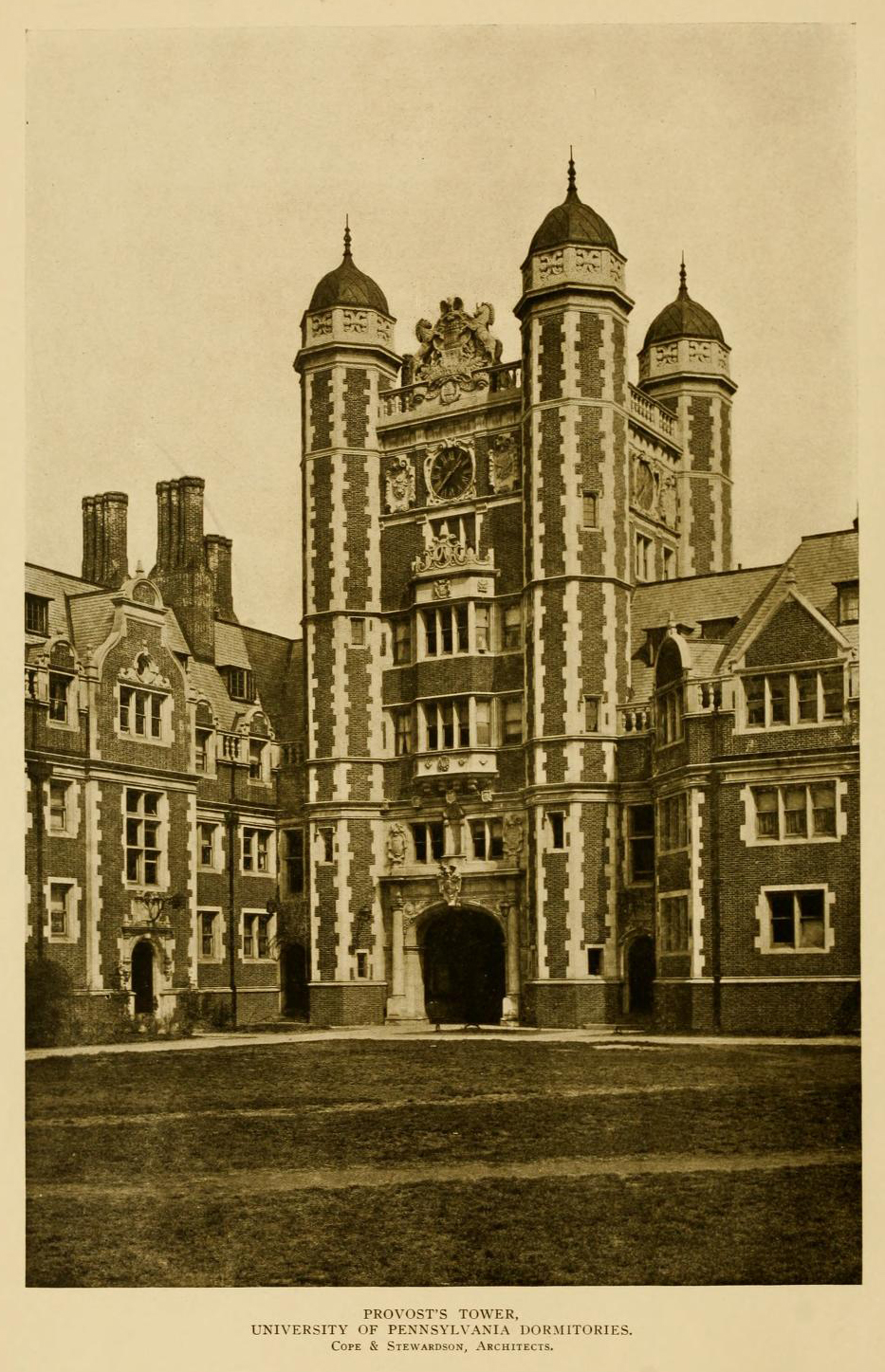
Provost's Tower (1911), dormitorios Quadrangle, Universidad de Pensilvania.
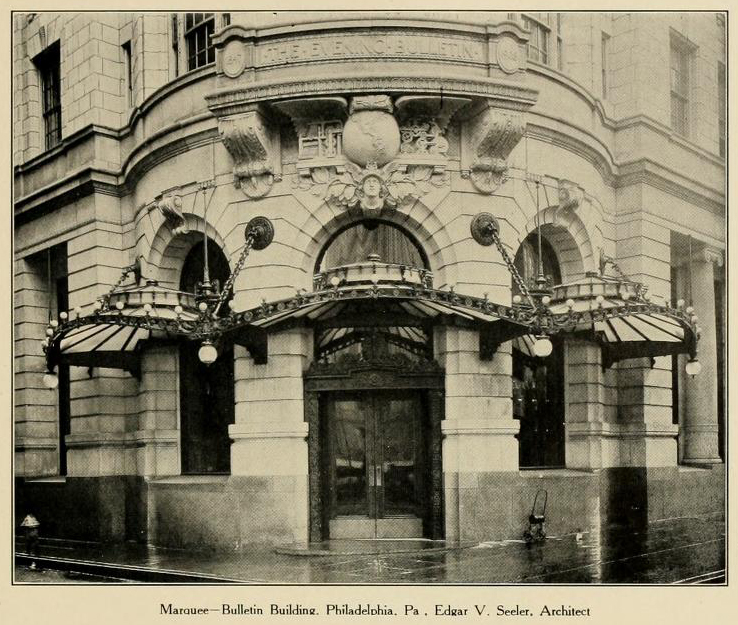
Bulletin Building (1906–08), Filadelfia.
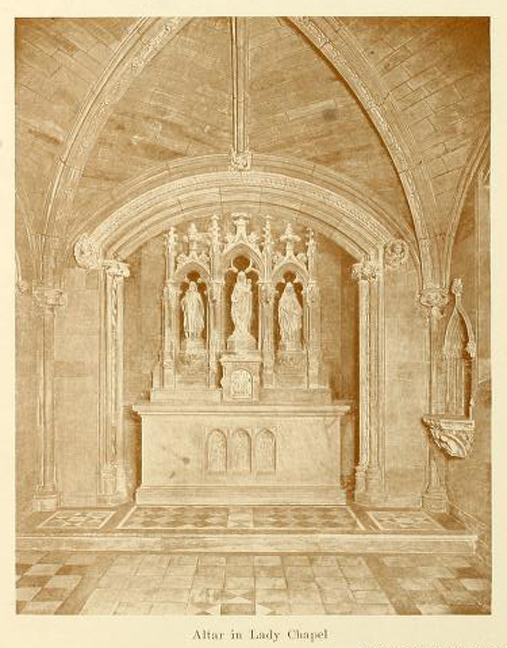
Lady Chapel (1915), Iglesia Episcopal de San Clemente, Filadelfia.
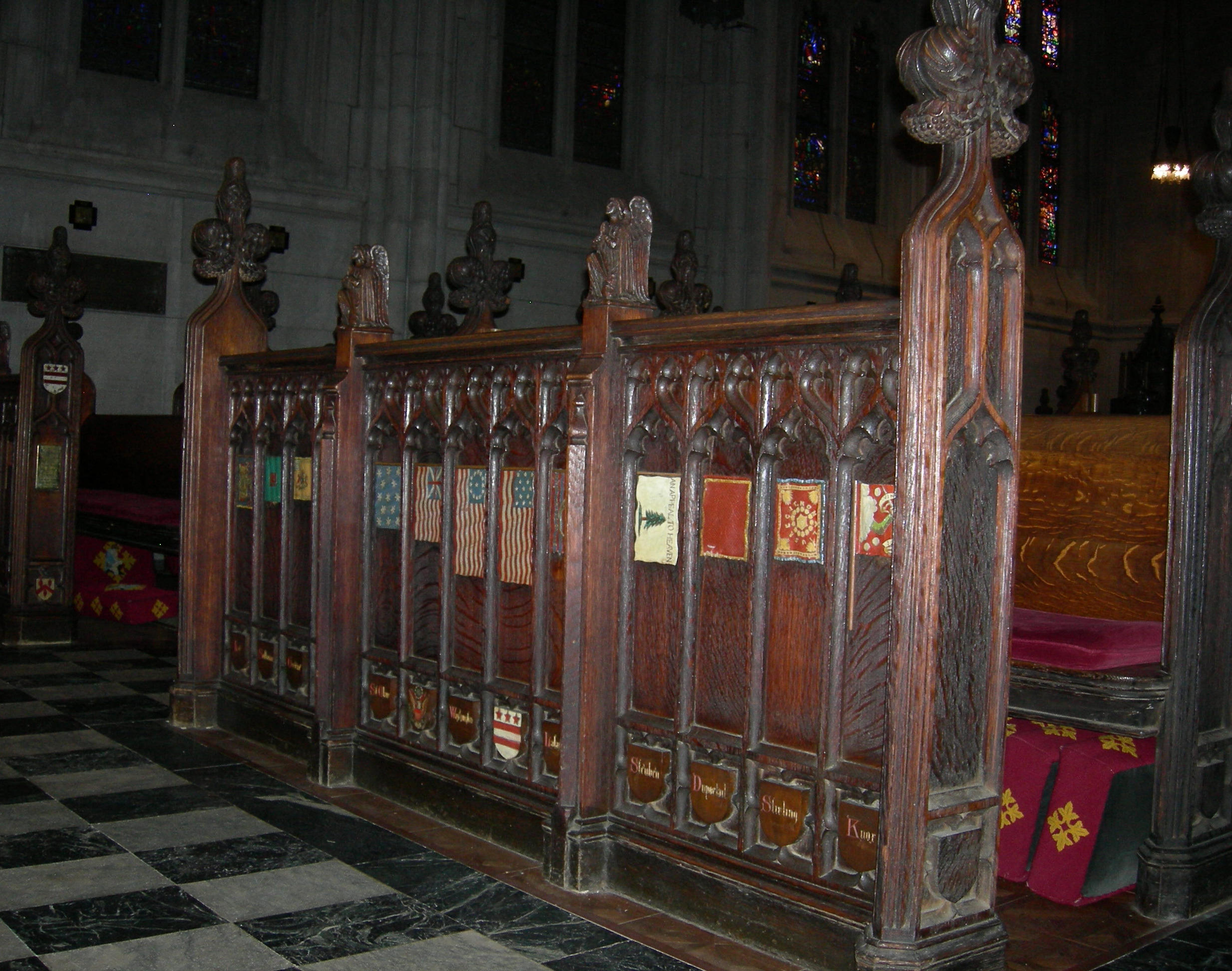
Rejería para Presidents' Pew (1917), Washington Memorial Chapel, Valley Forge, Pensilvania.
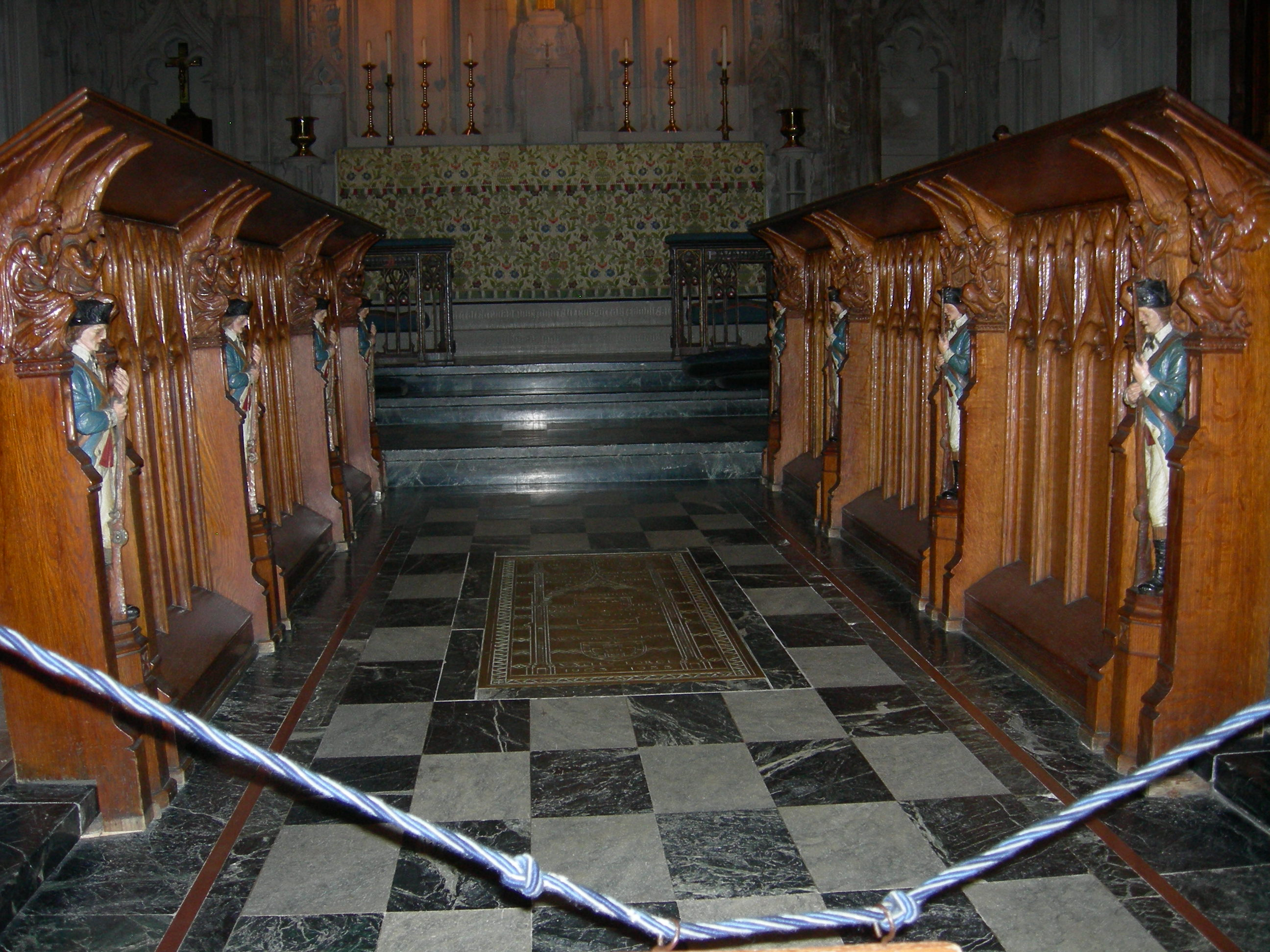
Rejerías del coro (1917), Washington Memorial Chapel.
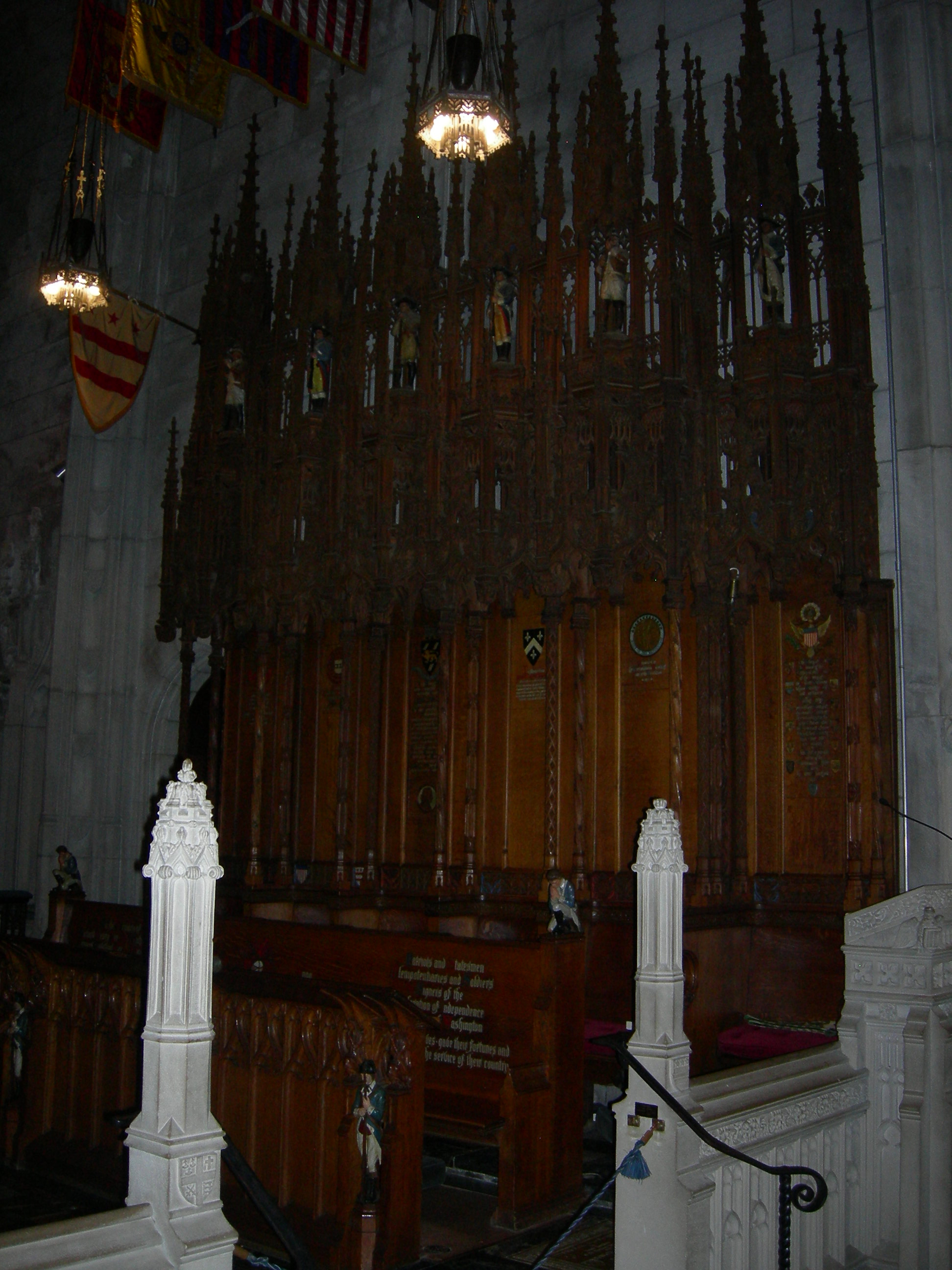
Coro del este, retablo (c.1920), Washington Memorial Chapel.
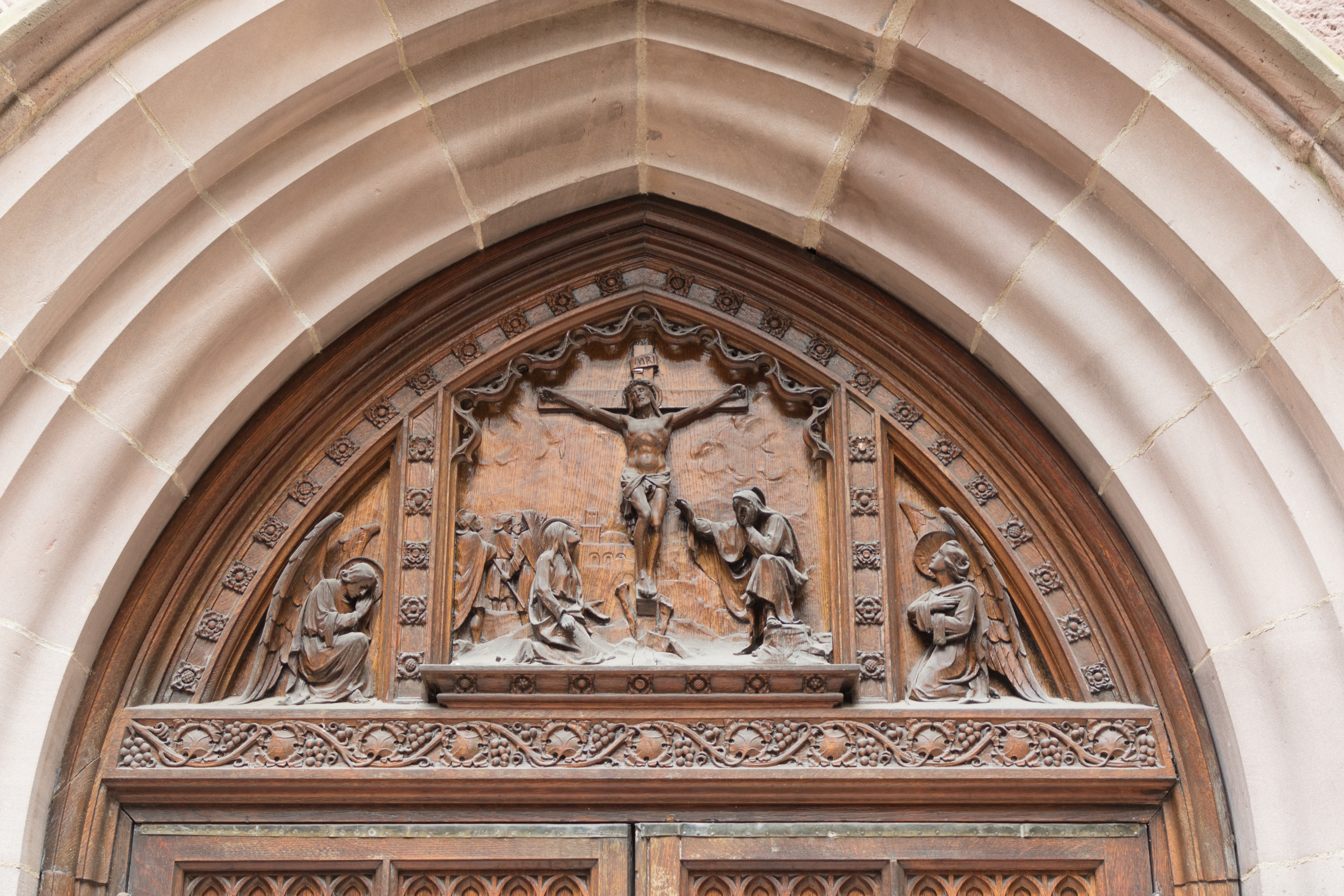
Tímpano de la crucifixión (c.1923), Iglesia Episcopal de San Marcos, Filadelfia.